# Гонський Ярослав Іванович
Ярослав Іванович Гонський (нар. 31 січня 1930, м-ко (нині смт) Войнилів, Польща — 26 жовтня 2017, м. Тернопіль, Україна) — український вчений у галузі медицини. Доктор медичних наук (1984), професор (1985).

## Життєпис

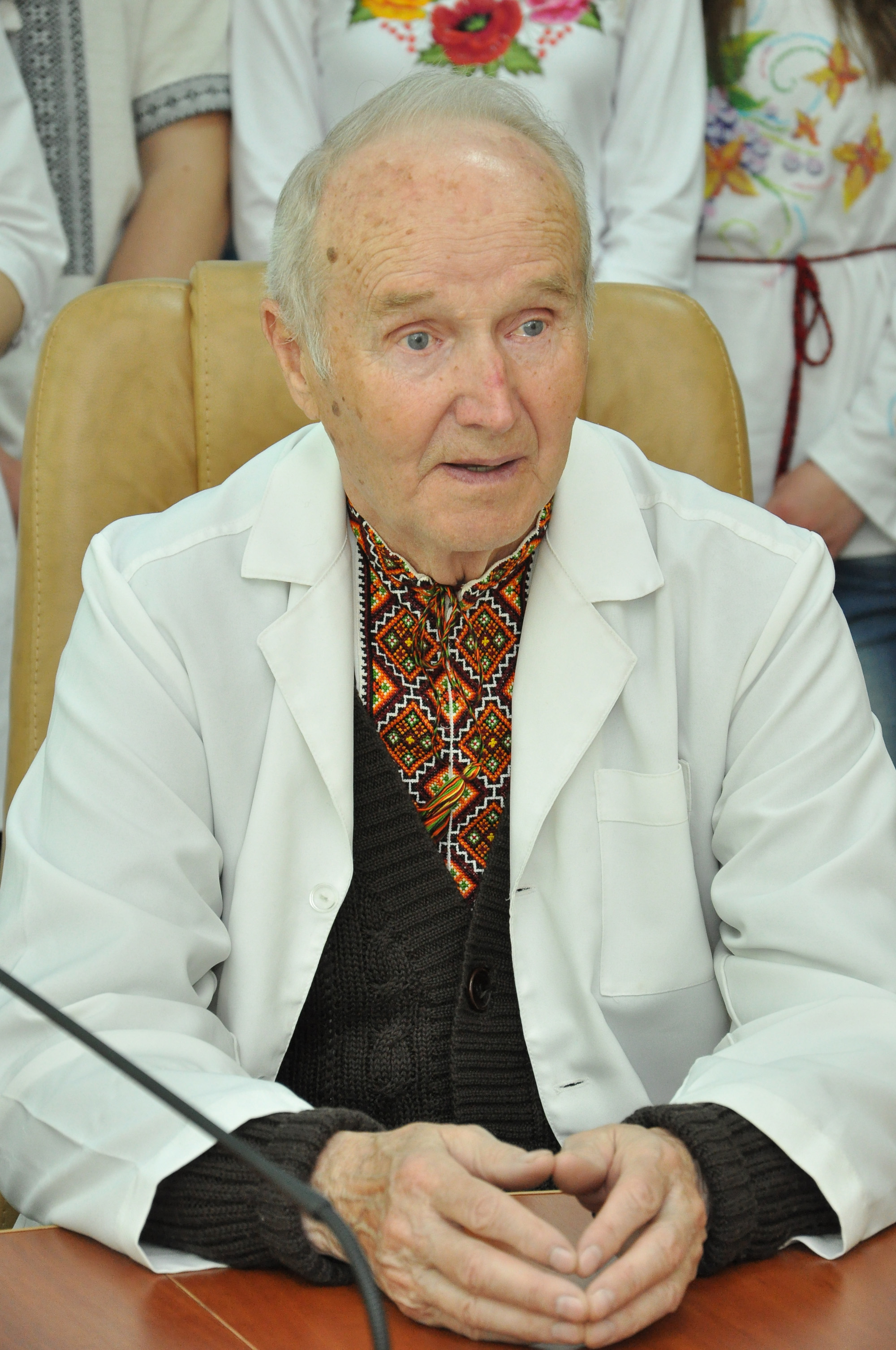
Ярослав Гонський під час Горбачевських читань на кафедрі медичної біохімії

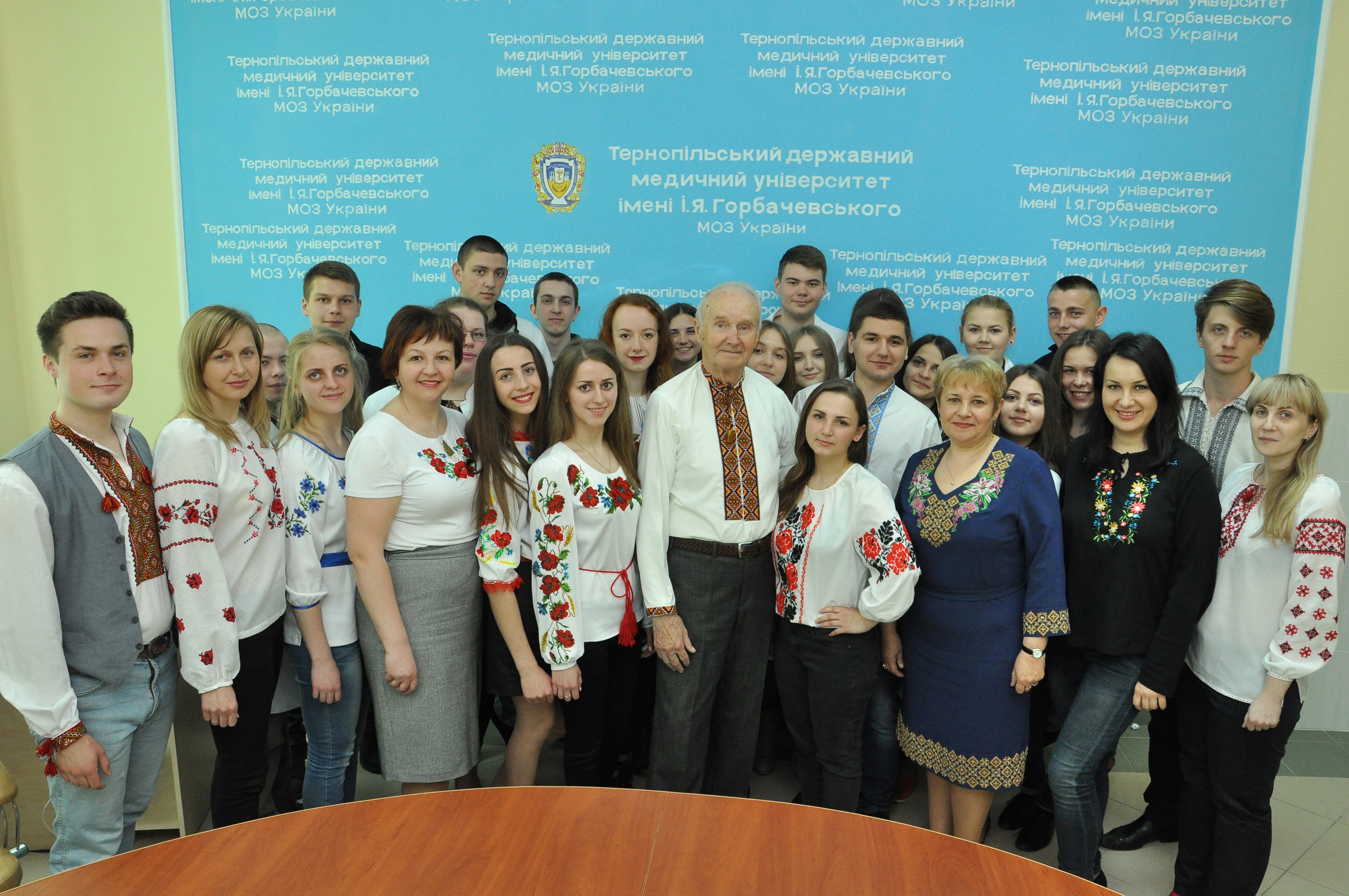
Зі студентами і колективом кафедри медичної біохімії

Ярослав Іванович Гонський народився 31 січня 1930 в містечку Войнилові Калуського повіту Станиславівського воєводства, Польща (нині смт Калуського району Івано-Франківської області України).
Закінчив Івано-Франківський медичний інститут (1959, нині національний університет).
Від 1962 — в Тернопільському медичному інституті (нині університет): асистент кафедри біохімії, доцент кафедри біофізики, завідувач кафедри медичної хімії (1985—2002), виконувач обов'язків завідувача кафедри (2004—2006), від 2006 — професор цієї кафедри.
Вивчав роль і співвідношення окисних процесів різних видів, способи їх корекції. Розробив нові методи корекції біохімічних процесів.
Помер Ярослав Гонський 26 жовтня 2017 року в м. Тернополі, похований у смт Войнилові Калуського району Івано-Франківської області.

## Доробок
Має 10 патентів на винаходи і 30 рацпропозицій.
Автор понад 200 наукових публікацій.
За редакцією Ярослава Гонського випущено книги
- «Біохімія людини» (Т., 2001; співавтор),
- «Практикум для лабораторних занять з біохімії»,
- «Тлумачний довідник з медико-біологічної термінології» (Т., 1997; співавтор) та інші.